# Anthony Pinciotti

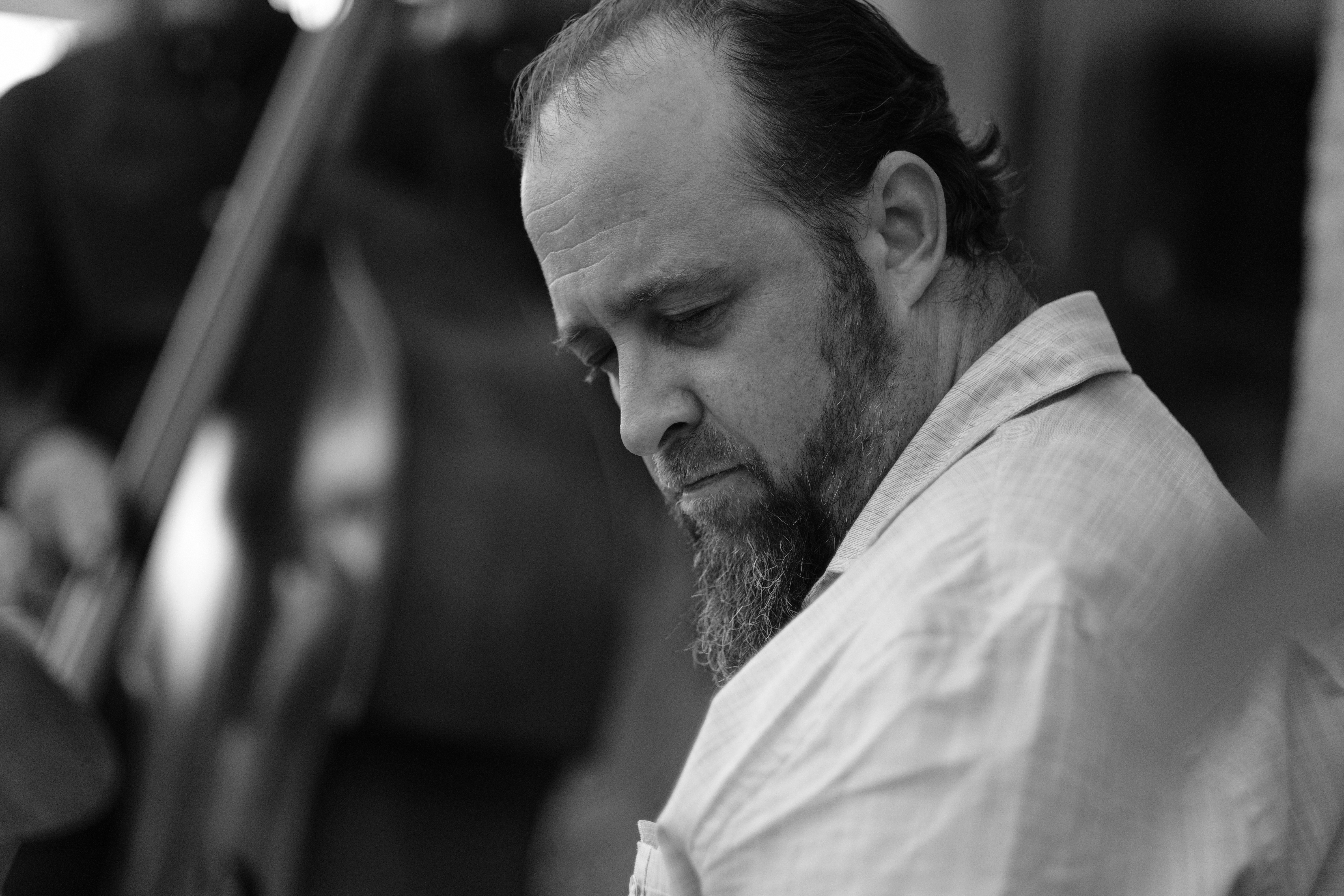
Anthony Pinciotti, Jule 2018, Italy

Anthony Pinciotti (* um 1976; † 24. Dezember 2024 in New York City) war ein US-amerikanischer Jazzmusiker (Schlagzeug, auch Perkussion) des Modern Creative.

## Leben und Wirken
Pinciotti begann bereits als Kind, Schlagzeug zu spielen. Mit 13 Jahren spielte er bereits als professioneller Musiker im Mittleren Westen; dort hatte er früh Gelegenheit mit Motown- und Jazzmusikern aufzutreten, darunter dem Trompeter Marcus Belgrave. 1992 lud ihn Ira Sullivan ein, nach Miami zu ziehen, um dort in seiner Band Schlagzeug zu spielen. In Florida arbeitete er des Weiteren mit Pat Metheny, Dr. Lonnie Smith, Andy Laverne, Frank Foster und Warren Bernhardt. In den folgenden Jahren spielte er außerdem mit Kenny Werner, Gary Bartz, Kenny Barron, Mike Stern und Sheila Jordan. Nachdem ihm ein Musikstipendium angeboten wurde, besuchte er kurzzeitig die University of Miami. 1994 zog er schließlich nach Chicago, wo er auch Gruppen mit Mitgliedern des AACM und des Art Ensemble of Chicago leitete. 1998 ging er nach New York City.
Erste Einspielungen entstanden 2003 mit James Moody (Homage). Pinciotti ging in den folgenden Jahren u. a. mit Jonathan Kreisberg, Russ Spiegel, David Smith, Jeremy Steig, Dave Pietro, Jeff Gardner/Drew Gress, Lynne Arriale, Holger Scheidt, Vic Juris, Richard Sussman,  Anat Cohen, Mark Soskin und  Spike Wilner ins Aufnahmestudio. Im Bereich des Jazz war er zwischen 2003 und 2016 an 34 Aufnahmesessions beteiligt, Mit der Band Hush Point (Jeremy Udden, John McNeil, Aryeh Kobkinsky) entstanden in den 2010er-Jahren drei Alben. In New York arbeitet er mit der Formation Anthony Pinciotti's Halcyon Jukebox (mit Victoria Cave und Carolyn Leonhart). 2019 ist er Mitglied im Joel Frahm Trio; weiterhin bildete er ein eigenes Trio mit Ben Street und Steve Cardenas. Zu hören ist er auch auf Stacey Kents Album Summer Me, Winter Me (2023).
Auch lehrte Pinciotti an der New York University, der City University of New York (CUNY) und der New School for Jazz and Contemporary Music.

## Diskographische Hinweise
- Mark Soskin, Jay Anderson, Anthony Pinciotti: Hearts and Minds (SteepleChase Records, 2017)
- Anat Cohen Tentet: Triple Helix (2019)